# Кордунов, Борис Алексеевич
Борис Алексеевич Кордунов (22 июня 1920, Омск — 9 марта 1991, Москва) — советский актёр театра и кино.

## Биография
Родился в 1920 году в Омске.
В 1938—1942 годах учился в Театральном училище им. Щепкина (курс И. Я. Судакова).
Участник Великой Отечественной войны, в РККА с 05.1942 года, артист фронтовых концертных театров, только в период с июля 1944 по май 1945 года участвовал в 158 спектаклях данных войскам Прибалтийского фронта:

…заслужил исключительную популярность и любовь среди фронтового зрителя исполнением центральных ролей …— из наградного листа на Орден Красной Звезды, 7 мая 1945
После войны служил в Гастрольном театре ЦДКА (1949), Рязанском театре драмы (1950—1951), театре ЦДКЖ (1952—1953).
В 1954—1982 годах — актёр Театра-студии киноактёра. Снялся в более чем 30 фильмах, обычно на вторых ролях и в эпизодах. Работал на дубляже фильмов.

на театральной сцене актёру везло больше, чем на экране. Там были востребованы разнообразные грани его таланта, доверялись более значимые роли. В кино же, начиная с 1960-х годов, использовался больше как актёр второго плана, но, несмотря на это, всё, что он делал, было органично и убедительно.— киновед Алексей Тремасов
С 1982 года на пенсии. Умер в 1991 году в Москве, похоронен на Ваганьковском кладбище. участок 43.

## Фильмография
- 1956 — Посеяли девушки лён — Григорий Павлович, директор МТС
- 1957 — Случай на шахте восемь — Борис Тасин
- 1958 — Тихий Дон — Чернецов (нет в титрах)
- 1959 — Верные сердца — Георгий Александрович
- 1959 — Спасённое поколение — военный хирург
- 1960 — Яша Топорков — следователь
- 1962 — Улица младшего сына — отец Володи
- 1963 — Им покоряется небо — конструктор
- 1963 — Ты не один — Андрей Андреевич, директор завода
- 1963 — Человек, который сомневается — следователь
- 1964 — Дальние страны — полковник
- 1965 — Сквозь ледяную мглу — Леонид Борисович Красин
- 1966 — Душечка — редактор
- 1966 — По тонкому льду — Рыкунин
- 1967 — Операция «Трест» — Николай Николаевич Чебышев, московский прокурор
- 1967 — Твой современник — эпизод
- 1969 — Пятый день осенней выставки (к/м)
- 1970 — Моя улица — тренер по футболу
- 1972 — За всё в ответе — Евдокимов, генерал-лейтенант
- 1973 — Истоки — нарком
- 1973 — Товарищ генерал — следователь
- 1974 — Помни имя своё / Zapamiętaj imię swoje (СССР, Польша) — доктор-офтальмолог
- 1974 — Скворец и Лира / Skřivánek a Lyra (СССР, Чехословакия) — полковник Голубев
- 1975 — Между ночью и днём / Zwischen Nacht und Tag (ГДР) — актер
- 1975 — Когда дрожит земля — начальник отдела по ТБ
- 1976 — Преступление — эпизод
- 1976 — Середина жизни — Сергей Васильевич, коллега Юсупова
- 1976 — Слово для защиты — Андрей Николаевич, отец Руслана
- 1979 — Город принял — Давыдов, подполковник милиции
- 1980 — Желаю успеха — академик